# جوزف او کانر
جوزف او کانر (انگلیسی: Joseph O'Conor; ۱۴ فوریهٔ ۱۹۱۰ – ۲۱ ژانویهٔ ۲۰۰۱) بازیگر، و نمایشنامه‌نویس اهل پادشاهی متحد بریتانیای کبیر و ایرلند بود.
از فیلم‌ها یا برنامه‌های تلویزیونی که وی در آن نقش داشته‌است می‌توان به پیامآور: داستان ژان دارک اشاره کرد.